# Marcial Ávalos
Marcial Ávalos (Assunção, 5 de dezembro de 1921 - data de falecimento desconhecido) foi um futebolista paraguaio que atuava como atacante.

## Carreira
Marcial Ávalos fez parte do elenco da Seleção Paraguaia de Futebol, na Copa do Mundo de 1950 no Brasil.